# Chiến tranh Toledo
Chiến tranh Toledo (1835–1836; cũng được gọi là Chiến tranh Ohio-Michigan) là một cuộc tranh cãi biên giới với kết quả phần nhiều không đổ máu giữa tiểu bang Ohio và Lãnh thổ Michigan bên cạnh (Michigan ngày nay). Tranh cãi này bắt đầu do các đạo luật mâu thuẫn của chính phủ tiểu bang và liên bang mà được thông qua từ 1787 đến 1805 và làm biên giới bắc của Ohio không rõ. Hai chính phủ Ohio và Michigan đều đòi chủ quyền một vùng 1.210 km² (468 dặm vuông) dọc theo biên giới, được gọi là dải Toledo ngày nay. Khi Michigan xin được trở thành tiểu bang vào đầu thập niên 1830, nó muốn bao gồm lãnh thổ tranh cãi này vào phạm vi, nhưng các nghị sĩ của Ohio tại Quốc hội có khả năng chặn Michigan không được gia nhập Liên bang.
Bắt đầu từ 1835, hai bên thông qua luật pháp có mục đích bắt bên kia phải đầu hàng. Thống đốc Ohio Robert Lucas và "thống đốc thiếu niên" 24 tuổi của Michigan, Stevens T. Mason, đều không muốn nhượng lại quyền hạn của dải này, nên hai bên xây dựng dân quân và ra hình phạt phạm tội cho những người chịu quyền sở hữu của bên kia. Hai dân quân này được động viên và được gửi đến vị trí ở hai bên sông Maumee gần Toledo, nhưng hai bên ít gặp nhau trừ ra vụ chế nhạo qua lại. Trong "trận" duy nhất của "chiến tranh" này, có tin đồn rằng một người bắn súng lên trời, nhưng không ai bị thương. Chỉ có một vụ bị thương trong cả xung đột này: một phó quận trưởng tại Michigan bị đâm bằng dao găm sau khi bắt một gia đình Ohio có liên quan đến xung đột.
Vào tháng 12 năm 1836, chính phủ Lãnh thổ Michigan đầu hàng đất tranh cãi, vì đang gặp khủng hoảng tài chính và do Quốc hội và Tổng thống Andrew Jackson ép; Michigan nhận bán nghị quyết mà được Quốc hội thông qua. Dưới những điều khoản của thỏa hiệp này, Michigan ngừng đòi dải Toledo để được trỏ thành tiểu bang và sáp nhập vào khoảng ba phần tư của Thượng Bán đảo. Tuy Michigan nhìn thỏa hiệp được coi là kết quả kém hồi đó, cây gỗ phong phú và đồng mà được khám phá ra về sau tại Thượng Bán đảo quá đền bù vấn đề mất dải Toledo.